# Ostracisme (sociologie)
Pour les articles homonymes, voir Ostracisme et Rejet.
Ne doit pas être confondu avec Exclusion sociale.
L’ostracisme (ou rejet social) est une forme d'exclusion délibérée d’un individu d’une relation interpersonnelle ou d’une relation sociale. Cela inclut le rejet interpersonnel et le rejet sentimental. Un individu peut être rejeté, à cause d’une base individuelle, par un autre individu ou par un groupe entier de personnes. En outre, le rejet peut se manifester par des actes de harcèlement, d'intimidation ou par des actions physiques et/ou morales blessantes et/ou ridicules ou passives qui consisteront dans le fait d’ignorer une personne ou de lui infliger un type de « bizutage » silencieux. L’expérience du rejet est subjective pour l’individu qui le subit et peut être perçue lorsqu’il n’est pas réellement présent.
Bien que les êtres humains aient une attitude sociale, certains niveaux de rejet restent inévitables durant une partie de la vie. Néanmoins, le rejet peut devenir problématique lorsqu’il est prolongé ou persistant, lorsque la relation est importante, ou lorsque l’individu est hautement sensible au rejet. Le rejet par un groupe d’individus peut avoir un effet négatif, particulièrement lorsqu’il engendre un isolement social.
L’expérience du rejet peut conduire à bon nombre de conséquences psychologiques telles que la solitude, une faible estime de soi, une attitude agressive et l’installation d’une dépression. Elle peut également entraîner un sentiment d’insécurité et une sensibilité morale élevée à de futurs rejets. Le rejet social incite souvent l’individu à tenter de se conformer aux attentes d’un groupe qui l’a précédemment rejeté dans le but d’être accepté par celui-ci.

## Rejet durant l'enfance

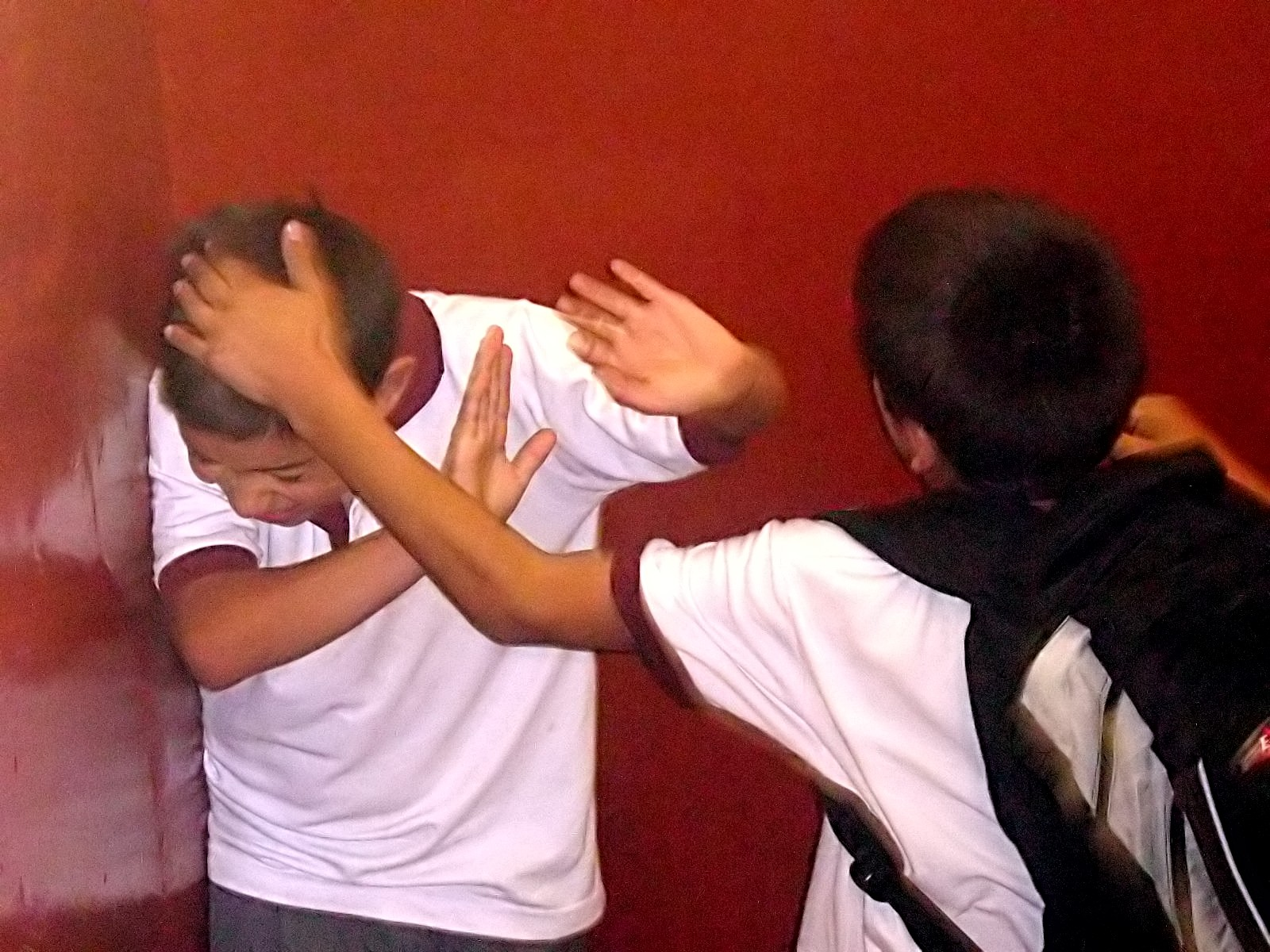
Les enfants rejetés sont souvent sujets au harcèlement en classe et dans la cour de récréation.

Des études montrent que certains enfants (une minorité) sont typiquement sujets au rejet social par les autres.
D’après Karen Bierman, de la Pennsylvania State University, la majorité des enfants rejetés développent les comportements suivants : une baisse du comportement altruiste, un fort comportement agressif ou colérique, un fort comportement immature, une impulsivité ou un manque d’attention et une forte anxiété sociale. Bierman explique que les enfants ayant un bon savoir-vivre savent quand et comment rejoindre un groupe pour jouer. Les enfants ayant déjà eu l’expérience d’un ou plusieurs rejets auparavant sont souvent plus réservés et, plutôt que de tenter de s’inclure dans un groupe, restent seuls et préfèrent jouer dans leur coin. Les enfants au comportement plus agressif ou athlétique ont plus de facilité à s’inclure dans un groupe, et peuvent devenir chefs de groupe lors de harcèlements d’autres enfants plus fragiles sur le plan moral. Les enfants issus d’une minorité, handicapés ou présentant d’autres caractéristiques ou comportements inhabituels, courent un plus grand risque de subir un rejet. Dépendant des normes d’un groupe, des différences même minimes entre enfants peuvent parfois conduire à un rejet. Les enfants qui sont moins sûrs d’eux ou qui préfèrent rester seuls ont plus de risques d’être rejetés que les autres enfants souffrant de rejet ou d’anxiété sociale.
Une fois établi, le rejet social tend à être stable dans la plupart des cas et est ainsi difficile à surpasser. Des chercheurs ont découvert que les sentiments de rejet se stabilisent, sont plus nuisibles et persistent lors d’un transfert d’une école à une autre. Les enfants rejetés ont souvent une faible estime d’eux-mêmes et sont fortement exposés à des problèmes intérieurs tels que la dépression. Certains, au contraire, extériorisent leur sentiments par des comportements agressifs plutôt qu’une dépression. Tout ceci explique que les enfants rejetés peuvent avoir de nombreux troubles posant un véritable problème de personnalité. Un rejet chronique peut entraîner un cycle de développement négatif qui empire avec le temps, c'est ce phénomène qui est principalement et presque systématiquement mis en cause dans les fusillades perpétrés par des enfants en milieux scolaires (p. ex. le massacre de Columbine).
Les enfants rejetés sont les plus susceptibles de subir un harcèlement et d’avoir moins d’amis que les autres enfants, mais ces conditions ne sont pas toujours présentes. Par exemple, certains autres enfants ont peu d’amis, alors que les enfants rejetés en ont plus. Le rejet d’un groupe est appelé à être moins intense aux côtés d’un ami proche.[pas clair]
Souvent on observe une participation passive et même active au harcèlement scolaire.

## Rejet romantique

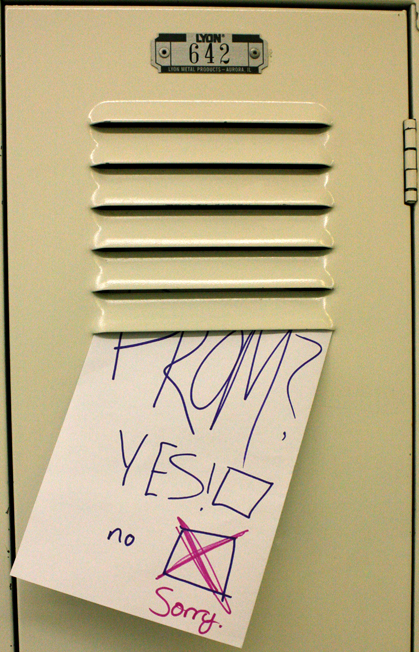
Rejet romantique dans un lycée.

Par contraste avec les études menées sur les rejets durant l’enfance, dont l’examen porte premièrement sur les enfants, certains chercheurs s’intéressent aux relations amoureuses. Chez les adultes et adolescents, le rejet romantique est perçu lorsqu’une personne refuse d’être courtisée par une autre ou met fin à une relation. L’état d’amour non-partagé est une expérience commune durant la jeunesse, mais l’amour mutuel devient plus souvent réciproque lorsque les individus vieillissent[pas clair].
Le rejet romantique est une expérience émotionnelle douloureuse qui semble déclencher une réponse dans le noyau caudé du cerveau et est associée aux activités de la dopamine et du cortisol. Subjectivement, une expérience de rejet individuel mène l'individu à percevoir une palette d’émotions négatives, incluant frustration, intense colère, et finalement, résignation et désespoir.

## Sensibilité au rejet
Karen Horney a été la première théoricienne à aborder la sensibilité au rejet. Elle suggère qu’il s’agit d’un composant de la personnalité névrotique, et d’une tendance aux sentiments d’anxiété et d’humiliation.
Un questionnaire sur le rejet a été développé par Albert Mehrabian dans les années 1970. Mehrabian pense que ces individus sensibles au rejet sont réticents à s'exprimer, tentant d'éviter toute dispute ou autres discussions, et à demander des services ou encore à s'imposer auprès des autres. Ils sont également facilement touchés par les opinions négatives et ont tendance à trop compter sur les membres de leur famille pour éviter le rejet.
Plus récemment, Geraldine Downey et ses collègues de la Columbia University ont affiné le concept de la sensibilité au rejet et l'ont décrit comme une tendance à l'anxiété et à réagir très difficilement face au rejet social.

## Psychologie évolutionniste
Chez les espèces sociales du règne animal et dans les communautés humaines primitives, l'ostracisme signifie essentiellement une condamnation à mort de l'être, abandonné à son sort en pleine nature. Le conformisme à l'autorité, l'anxiété à l'idée de transgresser les valeurs du groupe et la peur morbide d'être socialement isolé, innés dans la psychologie humaine, apparaissent donc comme des réponses évolutives pour réduire le risque d'être exclu du groupe.

## Dans les sectes
La pratique de l'ostracisme est très fréquemment observée dans les communautés fermées, aux valeurs très rigides, telles que les sectes, afin d'écarter du groupe les brebis galeuses qui peuvent nuire à la cohésion sociale. Chez les Témoins de Jéhovah, l'ostracisme est une punition obligatoire à l'égard des personnes excommuniées. Les autres Témoins, y compris le conjoint, les parents ou les enfants de la personne excommuniée, n'ont alors plus le droit d'adresser la parole à cette dernière, sous peine d'être également excommuniés.

## Annexe
- « Ostracisme ? » est l’une des répliques comiques répétitives dans Le Mariage de Mademoiselle Beulemans, pièce du théâtre bruxellois.